# Goulds bronskoekoek
Goulds bronskoekoek (Chrysococcyx minutillus russatus synoniem: Chalcites minutillus russatus) wordt vaak nog als een aparte ondersoort van de kleine bronskoekoek uit de koekoekfamilie beschouwd. Hij werd ontdekt in het noordoosten van Australië en komt nog steeds voor in het uiterste noordoosten van Queensland. In de vorige eeuw werd de vogel nog als een aparte soort gezien.  Op de IOC World Bird List staat deze soort niet als een aparte ondersoort, want consensus over de soort- of ondersoortstatus ontbreekt.
Het verenkleed van wijkt nogal af van dat van de nominaat, de vogel is wat lichter bruin op de vleugel en vooral op de bovenkant van de staart, die is licht roestbruin.